# Wysszaja liga SSSR po futbołu sriedi żenszczin
Wysszaja liga ZSRR (ros. Высшая лига СССР по футболу среди женщин, Wysszaja liga SSSR po futbołu sriedi żenszczin) – najwyższa klasa rozgrywek piłkarskich kobiet w o Mistrzostwo Związku Radzieckiego w piłce nożnej. Mistrzostwa klubów były rozgrywane dopiero od 1990 do końca istnienia ZSRR w 1991. Rozgrywki ligowe rozgrywane systemem wiosna – jesień (mecz i rewanż).

## Początki
Pierwsze Mistrzostwa rozegrano w 1990 roku. Wtedy kobiecy klub z obwodu kijowskiego Nywa Baryszówka najpierw zajął pierwsze miejsce w grupie 2, a potem w meczu finałowym zwyciężył 2:1 Sierp i Mołot Moskwa. Oto skład pierwszych mistrzyń: Łarysa Polikarpowa, Tatjana Naumowa, Switłana Kirda, Oksana Kiryluk, Lilija Kiryluk, Iryna Wanat, Tatjana Rieznykowa, Ołena Nujkina, Wiktorija Dzus, Natalja Riabyczenko, Wałentyna Sawczenko, Tatjana Rżawśka, Ludmyła Pokotyło, Hałyna Prychod’ko, Lubow Czubata, Tatjana Zapara, Julija Sysak, Tatjana Derkacz, Wałentyna Dmitrenko. Trener N. Bohdanenko, asystent S. Hołenkow.

## Medaliści ligi
| Sezon | Mistrz                     | II miejsce           | III miejsce                |
| ----- | -------------------------- | -------------------- | -------------------------- |
|       |                            |                      |                            |
| 1990  | Nywa Baryszówka            | Sierp i Mołot Moskwa | Tiekstilszczyk Ramienskoje |
| 1991  | Tiekstilszczyk Ramienskoje | Nadieżda Mohylew     | SKIF Małachowka            |

## Statystyka
| Lp. | Drużyna                    | Miejsca na podium | Miejsca na podium | Miejsca na podium | Lata triumfów |
| Lp. | Drużyna                    | I                 | II                | III               | Lata triumfów |
| --- | -------------------------- | ----------------- | ----------------- | ----------------- | ------------- |
| 1.  | Tiekstilszczyk Ramienskoje | 1                 | 0                 | 1                 | 1991          |
| 2.  | Nywa Baryszówka            | 1                 | 0                 | 0                 | 1990          |
| 3.  | Sierp i Mołot Moskwa       | 0                 | 1                 | 0                 |               |
| 4.  | Nadieżda Mohylew           | 0                 | 1                 | 0                 |               |
| 5.  | SKIF Małachowka            | 0                 | 0                 | 1                 |               |